# DJS-130计算机
DJS-130小型集成电路通用数字计算机，是中国在1970年代研制的一款电子计算机。它是美国数据通用公司的Nova系列小型机的兼容机，开创了中国计算机工业的系列化设计与生产的先河。

## 历史
1971年秋季，在天津展出了一套日本NOVA1200小型计算机。1972年9月天津市无线电技术研究所引进了这套Nova集成电路小型计算机，周克所长决定成立小型机研制组仿制，得到了清华大学房家国赞同共同研制系列化小型机，四机部也支持。1973年元月，第四机械工业部在北京召开了「电子计算机首次专业会议」（即7301会议），四机部副部长刘寅总结了1960年代中国在计算机研制中的经验和教训，总共研制和生产的国产计算机不过200多台，可型号却有100多种。会议决定放弃单纯追求提高运算速度的技术政策，确定了发展系列机的方针，实现一机多用、多机通用、各型联用等六点决议，提出联合研制小、中、大三个系列计算机的任务，以中小型机为主，着力普及和运用。DJS100系列小型机领导小组组长由四机部电子计算机工业局局长罗沛霖兼任，副组长王继中，联络员陈正清、匡竹英等总抓协调。
1973年4月在清华大学召开了DJS130小型机总体技术论证会。四机部电子计算机工业局局长罗沛霖與清华大学副校长张维参会，确定总体思路为硬件自行设计，软件兼容Nova系列小型机，严格做到指令系统、字符编码、中断系统、通道和高级语言的兼容统一。1973年6月开始设计中国第一个系列化的小型集成电路计算机DJS-130机。第四机械工业部电子计算机工业局在清华大学成立DJ-130机系列机联合设计组，以清华大学自动化系的教师为骨干，参加的有北京计算机三厂、华东师范大学、天津无线电研究所、苏州计算机厂、上海长江计算机厂、天津仪表厂、江苏无线电厂、苏州无线电厂（苏州计算机厂）、上海无线电十三厂、上海中兴无线电厂、二机部401所、四机部四所，南京航空学院、华东师范大学科仪厂等单位。清华大学担任组长单位，副组长单位由北京无线电三厂和天津无线电研究所出任。
DJS-130机联合设计组：
- 总体组组长：房家国，1974年春节后由吕文超继任。成员王爱英、刘连棣、华平兰、曲庭维等。
- 副组长：华平澜（北京无线电三厂）、王春元（苏州无线电厂）、刘连棣（天津市无线电技术研究所）
- 运控组：吕文超、王爱英组长、潘孝梅等；
- 内存组：房家国、林定基等；
- 外设组：王春元、王孝良、唐龙、徐时新、郑纬民等；
- 器件组：王尔乾、石碞等；
- 软件组：林行良、吴家勋、柳西玲等。

在北京计算机三厂加工组装样机，清华大学分调与总调成功，把NOVA1200小型机上Diagnostic Program（诊断程序）、ASSEMBLE（汇编程序）、BASIC语言的软件运行纸带直接放到DJS130样机上运行成功。随后天津也研制成功另一台样机。1974年8月在清华大学通过四机部的鉴定，当时风靡全国。从设计到鉴定仅用了一年时间。1974年“748展览会”在北京公开举行，国内首次使用BASIC语言作为对话程序，由电传打字机打出正弦曲线，诊断程序用于定位计算机故障。此后，1970年代至1980年代初期中国各大专院校的计算机教材多以DJS130小型机的图纸和技术说明书为蓝本写成。
DJS-100系列机的出现起了多方面的重要作用：
- 带动了中国计算机产业的发展，全国有三十多个工厂相继投产过DJS-100系列的130机、高端的DJS-140 和DJS-142；低端的DJS-135（军用加固型）、DJS-120、DJS-110、DJS-112 和DJS-101，和其他派生机型；
- 带动形成过中国计算机应用的一个高潮，DJS-100系列是从1956年到改革开放前，国产计算机中产量和应用最多的计算机机型。系列各个型号的计算机生产总量一共达到一千多台。

1973年6月四机部组织以上海无线电十三厂为主，复旦大学、上海交通大学等11家单位联合参与研制的DJS—131小型多功能电子计算机，1975年研制成功。各项技术指标与DJS-130基本一致。DJS-131机共生产334台，用于国内23个省市邮电、电力、铁路、通信、医疗、地震、科研、交通、工业和国防建设等领域。
在DJS-130机研制、生产的基础上，1975年由清华大学吕文超等主持研制了DJS-140中型集成电路计算机，主要在北京计算机三厂研制、生产。1979年10月通过四机部鉴定。DJS-142机用自主研制成功的动态半导体集成电路存储器取代了磁芯存储器，主机的速度加快二至三倍，平均无故障时间达上千小时。
DJS-130整机生产厂家有：太原无线电六厂、开封计算机厂、湖南邵阳无线电厂、辽源无线电厂、上海中兴无线电厂、天津无线电二厂、潍坊电子计算机厂、苏州无线电厂（苏州电子计算机厂）、天津电子仪器厂（天津电子计算机厂）、北京无线电三厂（北京计算机三厂）、天津无线电二厂、江苏无线电厂、华东师范大学科仪厂、上海中兴无线电厂、上海计算机厂。1978-1982年，清华大学自动化系计算机车间共生产了约30余台DJS-130机。
DJS-130获得1978年全国科技大会奖和四机部、国防科委等部委科技成果奖。    
郑州工学院计算机系张嘉一与开封计算技术研究所合作在DJS-130多用户系统上开发教学系统，使几十个学生可同时使用BASIC语言作程序设计的实践。引起多所高校仿效。

## 技术
- 从保加利亚进口的5兆字节单片活动硬盘、磁盘驱动器。1979年前后四机部为全国DJS-130统一批量引进保加利亚磁盘，验收与发货工作定点在苏州计算机厂。[6]
- RDOS实时磁盘操作系统
- 可挂接62种外部设备
  - RGD-7型纸带输入机
  - CDZ-1.2纸带穿孔机
  - hzd5 7控制打字机
  - cyd 801b 802宽行打印机
  - dzx-2b zfx-1字符显示器
  - lz-10绘图仪
  - zdc-102磁带存储器
  - isot-1307磁盘存储器
  - dcy-4控制台电传打字机
  - camac通用标准接口
  - 飞鱼牌制表机
  - 实时钟
  - 磁芯板
  - 光电输入机
  - 电传打字机作凿孔机
- 运算速度为定点加法50万次/秒
- 基本指令：22条等长指令，可组合成2000条指令
- 16级中断系统
- 字长16位
- 内存4-32K
- 软件与美国数据通用公司（英语：Data General）的Nova（英语：Data General Nova）系列兼容。
- 配置的软件有：ALGOL 60、FORTRAN V、实时FORTRAN IV、扩展BASIC[7]（包括多用户可交换扩展BASIC）、BATCH、扩展汇编程序、宏汇端程序等处理程序；以及文字编辑程序、八进制编辑程序、浮动装配程序、查错误序Ⅲ、程序库文件

整机价格约17万元上下。